# Епархия Веллуру
Епархия Веллуру (лат. Dioecesis Vellorensis) — епархия Римско-Католической церкви c центром в городе Веллуру, Индия. Епархия Веллуру входит в митрополию Мадраса и Мелапора. Кафедральным собором епархии Веллуру является церковь Пресвятой Девы Марии.

## История
13 ноября 1952 года Римский папа Пий XII издал буллу Ex primaevae Ecclesiae, которой учредил епархию Веллуру, выделив её из архиепархии Мадраса.

## Ординарии епархии
- епископ Пабло Марияселвам (4.02.1953 — 25.06.1954);
- епископ Давид Мариянаяагам Свамидосс Пиллат (4.07.1956 — 17.07.1969);
- епископ Ройаппан Антоний Мутху (23.11.1970 — 19.12.1980);
- епископ Михаэль Августин (19.06.1981 — 18.02.1992) — назначен архиепископом Пудучерри и Куддалора;
- епископ Малайаппан Чиннаппа (17.11.1993 — 1.04.2005) — назначен архиепископом Мадраса и Мелапора;
- епископ Сундарай Периянаягам (11.07.2006 — по настоящее время).

## Источник
- Annuario Pontificio, Ватикан, 2007
- Булла Ex primaevae Ecclesiae, AAS 45 (1953), стр. 214  (лат.)